# L'Enterrement
 L'Enterrement est une peinture à l'huile sur toile réalisée par Édouard Manet en 1867, conservée au Metropolitan Museum of Art de New York (États-Unis), où elle est intitulée The Funeral. Le tableau est très probablement inspiré de l'enterrement auquel Manet a assisté : celui de son ami Charles Baudelaire.

## Le lieu, la date le style
Cette peinture inachevée représente un corbillard et son cortège dans le bas du quartier  Mouffetard. On reconnaît au loin l'Observatoire de Paris, l'église Notre-Dame du Val-de-Grâce, le Panthéon, le clocher de l'église Saint-Étienne-du-Mont et la tour Clovis (de nos jours le lycée Henri-IV).
Charles Sterling-Salinger note que Manet a rapproché les dômes de l'Observatoire et du Val-de-Grâce pour améliorer sa composition. Tabarant avait initialement daté l'œuvre de 1870, mais est revenu à la date la plus probable, alors que pour Henri Loyrette, la présence d'un grenadier de la garde impériale à la fin du cortège indique que la scène se déroule avant la fin du Second Empire.
Selon Adolphe Tabarant, la scène est située rue de l'Estrapade. La toile était intitulée Enterrement à la Glacière dans l'inventaire après décès fait par Denis Rouart et Daniel Wildenstein.
Très proche de Effet de neige au Petit Montrouge, le style de ce tableau est aussi à rapprocher par sa composition de L'Exposition universelle de 1867 (Rouart, Widenstein 1975 no 123).

## Enterrement de Baudelaire
Manet a assisté à l'enterrement de son ami le 2 septembre 1867. Le temps était orageux, le ciel lourd, le cortège réduit, car selon le récit de Charles Asselineau beaucoup de gens étaient absents de Paris et l'on avait eu peu de temps pour les prévenir. À leur retour, il y eut une centaine de personnes à l'église et au cimetière du Montparnasse où se rend le cortège du tableau.

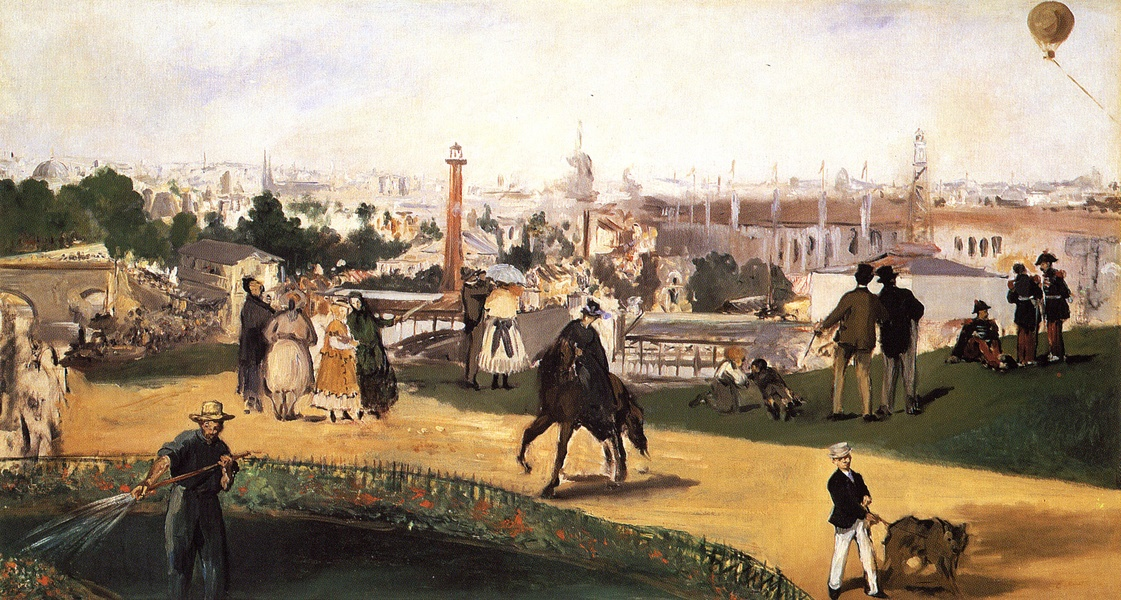
L'Exposition universelle de 1867, Manet, 1865.
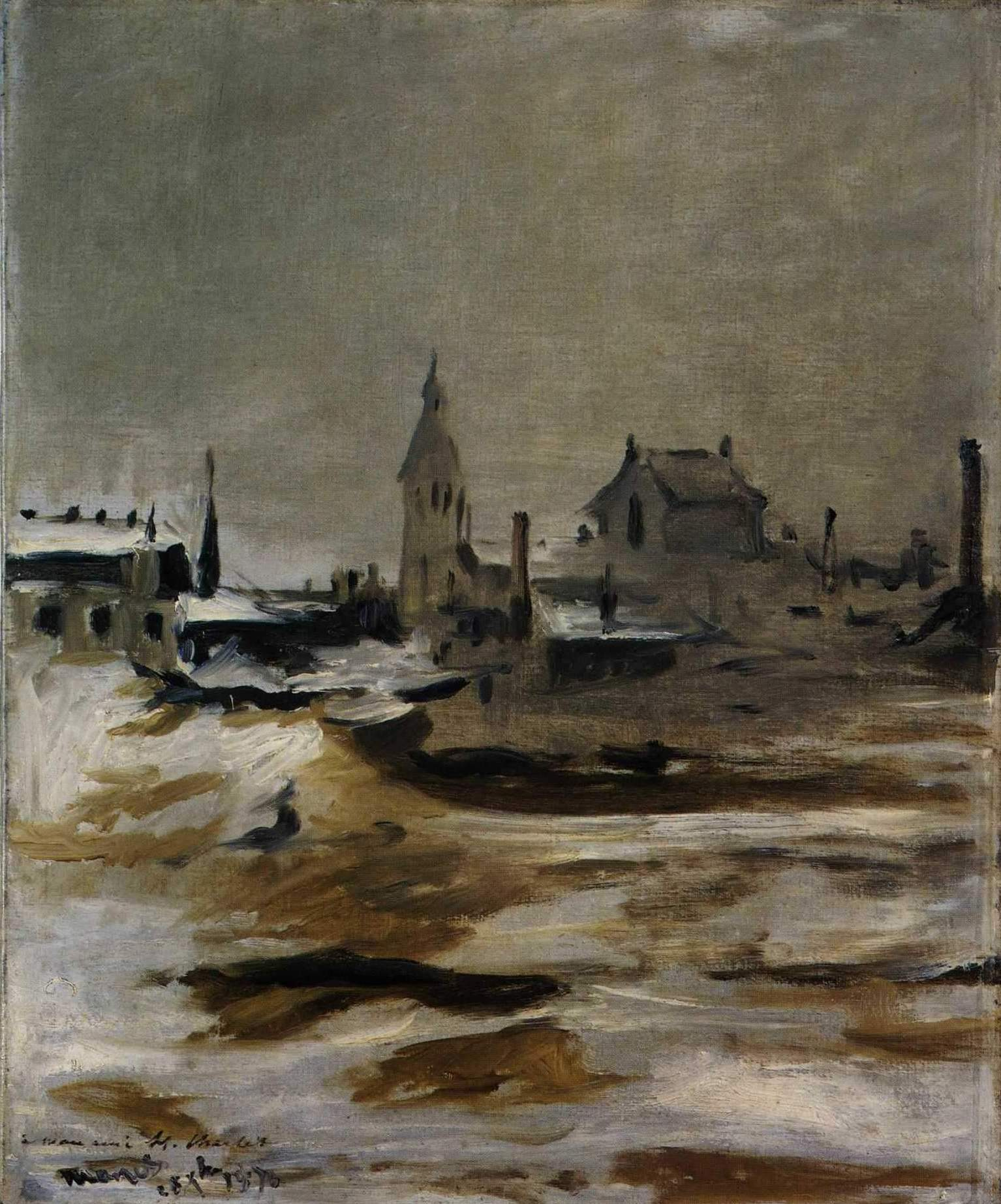
Effet de neige à Petit-Montrouge, Manet, 1870.

## Provenance
Vendue par Suzanne Manet au marchand Portier en août 1894 pour 300 fr, la toile appartenait en 1902 à Camille Pissarro qui connaissait bien Manet et qui fréquentait le Café Guerbois. Il a pourtant refusé, par principe, de participer au banquet organisé par Léon Leenhoff pour l'anniversaire de la rétrospective Manet à l'école des Beaux-Arts. Le tableau a été ensuite acquis par Ambroise Vollard qui l'a vendu au Metropolitan Museum of Art pour 2 319 US$.